# Bryan Cook
Bryan Cook (Cincinnati, 7 settembre 1999) è un giocatore di football americano statunitense che milita nel ruolo di safety per i Kansas City Chiefs della National Football League (NFL).

## Carriera

### Kansas City Chiefs
Cook fu scelto nel corso del secondo giro (62º assoluto) assoluto nel Draft NFL 2022 dai Kansas City Chiefs. Debuttò come professionista subentrando nella gara del primo turno vinta contro gli Arizona Cardinals in cui mise a segno un tackle. La sua prima stagione regolare si chiuse con 33 placcaggi, un sack e 2 passaggi deviati in 16 presenze, di cui una come titolare. Il 12 febbraio 2023, nel Super Bowl LVII vinto contro i Philadelphia Eagles per 38-35, fece registrare un placcaggio, conquistando il suo primo titolo.
Nel nono turno della stagione 2023 contro i Miami Dolphins, Cook ricevette un passaggio laterale dal compagno Mike Edwards, che aveva recuperato un fumble avversario, ritornando il pallone per 59 yard in touchdown.

## Palmarès
- Super Bowl : 2

Kansas City Chiefs: LVII, LVIII
- American Football Conference Championship: 2

Kansas City Chiefs: 2022, 2023